# Dogo mallorquín
El perro dogo mallorquín o perro de presa mallorquín (también llamado Ca de Bou en mallorquín) es una raza de perro española autóctona de Mallorca. Este moloso está emparentado con el dogo canario (perro de presa canario). El origen del dogo mallorquín se remonta en el año 1229 con la llegada de presas españoles junto a Jaime I de Aragón, aunque no se le empezó a llamar Ca De Bou hasta unos siglos más tarde. Oficialmente, desde 1964, según la FCI (Fédération Cynologique Internationale) se llama Perro de presa mallorquín. Durante la década de 1990 se exportaron tantos ejemplares a Estados Unidos, Rusia, Polonia y Japón que la mayoría de los criadores actuales de este perro se encuentran fuera de las Islas Baleares.
El dogo mallorquín fue usado por el Gremio de Carniceros, su función era agarrar al vacuno hasta sacrificarlo. También se convirtió en unas de las razas más conocidas por las peleas de perros y otros animales en la isla de Mallorca. Actualmente es un gran perro guardián y a la vez familiar.

## Descripción general

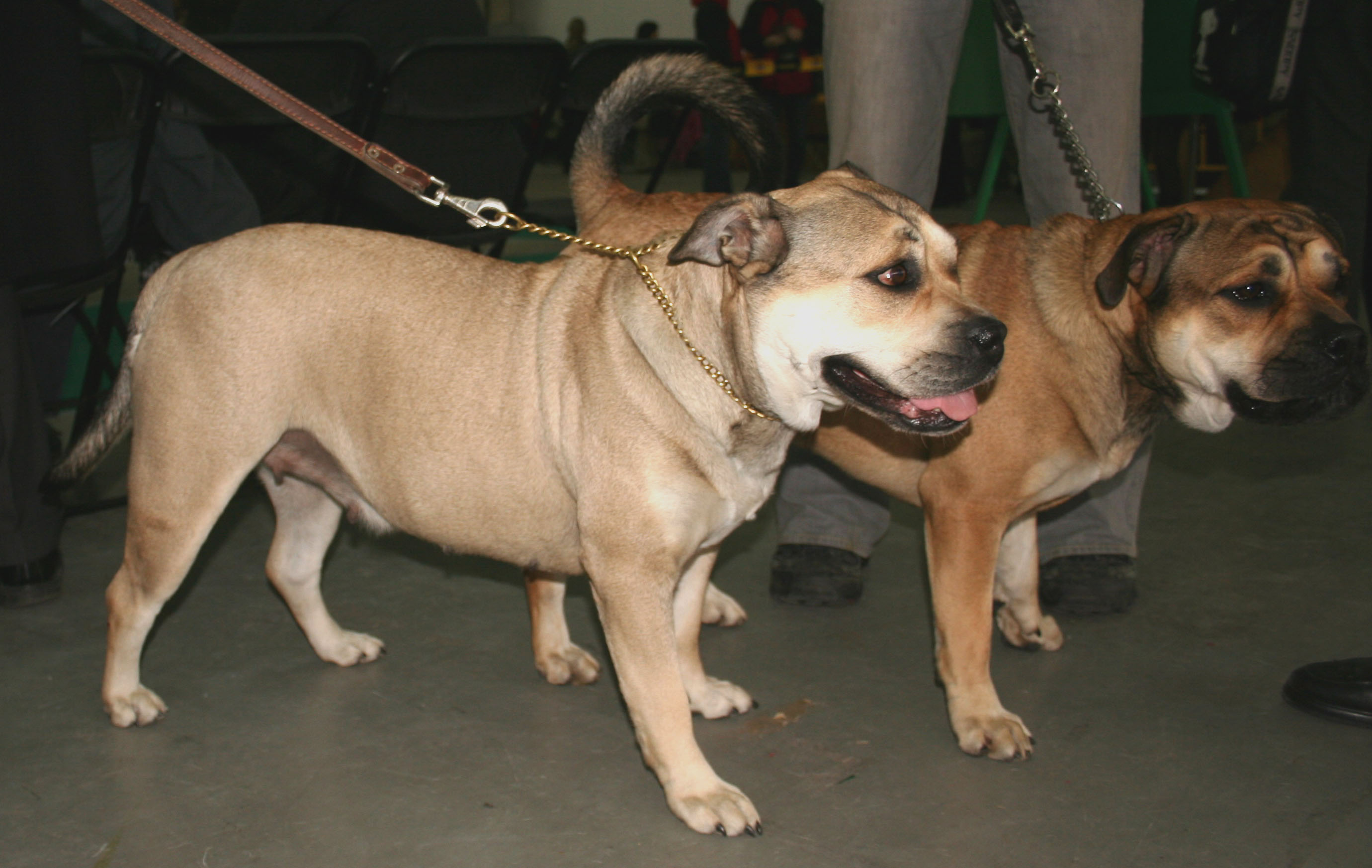
Ejemplares de perro de presa mallorquín.

Tiene una cabeza voluminosa y maciza, el cráneo es ancho, el stop o depresión naso-frontal de frente apenas es acentuada, siendo algo más visto de perfil aunque no excesivamente.
Los ojos son ovalados y algo oblicuos; en cuanto al color entre más oscuro mejor. Las  orejas son cortas y echadas hacia atrás. El cuerpo es macizo con vientre recogido. Los miembros anteriores son fuertes y la cola llega al corvejón. El pelaje es corto y áspero.
Los colores preferidos en su orden son el atigrado, el leonado y el negro. En el atigrado se prefieren los tonos oscuros y en los leonados los matices intensos. Las manchas blancas son admitidas en los miembros anteriores, pecho y toleradas hasta un máximo de 30 % de la superficie del cuerpo. La máscara negra es igualmente admitida.

## Cuidados
El dogo mallorquín es un perro reservado y desconfiado con los extraños. Posee una adaptación extraordinaria, pero no es un perro para colocar en cualquier mano. Su educación y socialización deben ser iniciadas lo antes posible pues la raza es naturalmente dominante. El cuidado del pelaje es un simple cepillado semanal y una limpieza regular de las orejas y los ojos. Es un perro rústico que se adapta bien a los cambios de temperatura y soporta bien las inclemencias del tiempo.

## Carácter
Es un perro apacible, extremadamente cariñoso con sus dueños, fiel a su amo, se le educa firme y dulcemente a la vez. Es una raza obediente e insobornable, excelentes vigilantes de propiedades y personas. Poco ladrador y de carácter equilibrado. Seguro de él se muestra disuasivo con los intrusos sin ninguna agresividad gratuita. Puede mostrarse dominante hacia sus congéneres del mismo sexo.
La hembra tiene tendencia a ser más manejable que el macho. La vida en apartamento puede convenirle si se le consagra tiempo y se le da la oportunidad de ejercitarse regularmente.

## Utilidad
Perro boyero, adaptado al clima, guardián del ganado y de las propiedades. También es excelente como animal de compañía.

## Pros
- Insobornable guardián.
- Inteligente y fiel.
- Fuerte y ágil.

## Medidas orientativas
- Peso: 36 kg
- Altura en grupa: 58 cm
- Altura en cruz: 56 cm
- Perímetro torácico: 78 cm
- Circunferencia de la cabeza: 59,5 cm
- Distancia occipital al nacimiento de la cola: 73 cm
- Distancia del occipital al hocico: 22 cm
- Distancia del hocico a depresión frontal: 8 cm

## Defectos y faltas descalificantes
- Criptorquidia o monorquidia.
- Orejas o cola amputadas.
- Color blanco en más de un 30%.
- Manchas de cualquier coloración.
- Ojos de colores no permitidos.
- Excesiva timidez.
- Enognatismo.

## Defectos graves
Excluyen para la calificación de excelente
- Ejemplares cuya alzada a la cruz resulte superior a la grupa.
- Prognatismo superior a 1 cm.
- Cola tipo Bulldog.
- Que no presenten orejas en rosa, esto es, orejas pegadas y planas a la cara, y orejas erguidas en su base, aun siendo en rosa en su tercio final.
- Mordida en tijera.
- Falta de dos premolares.
- Cualquier otra falta que por su gravedad, se aparte del estándar.

## Galería de imágenes

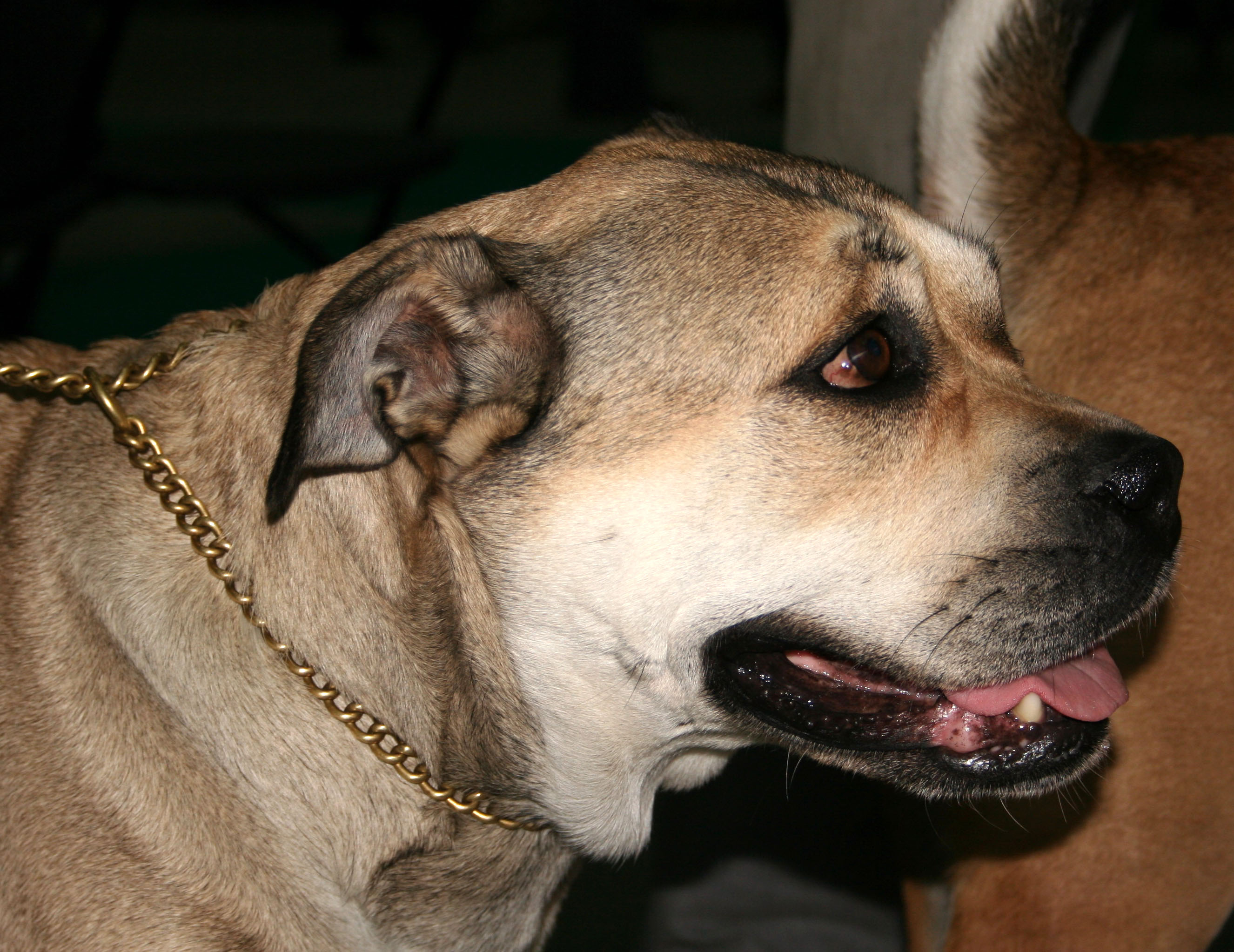
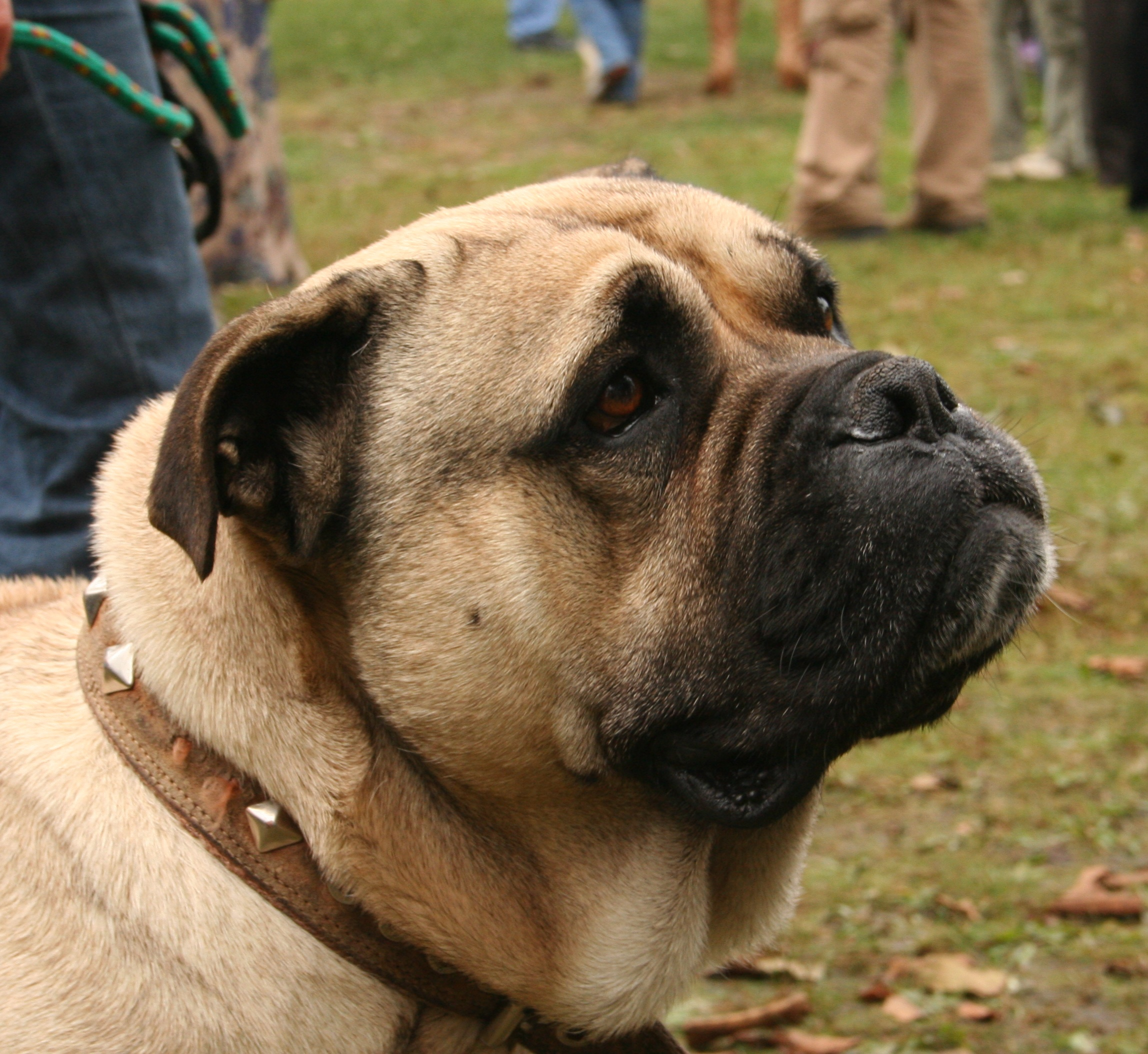
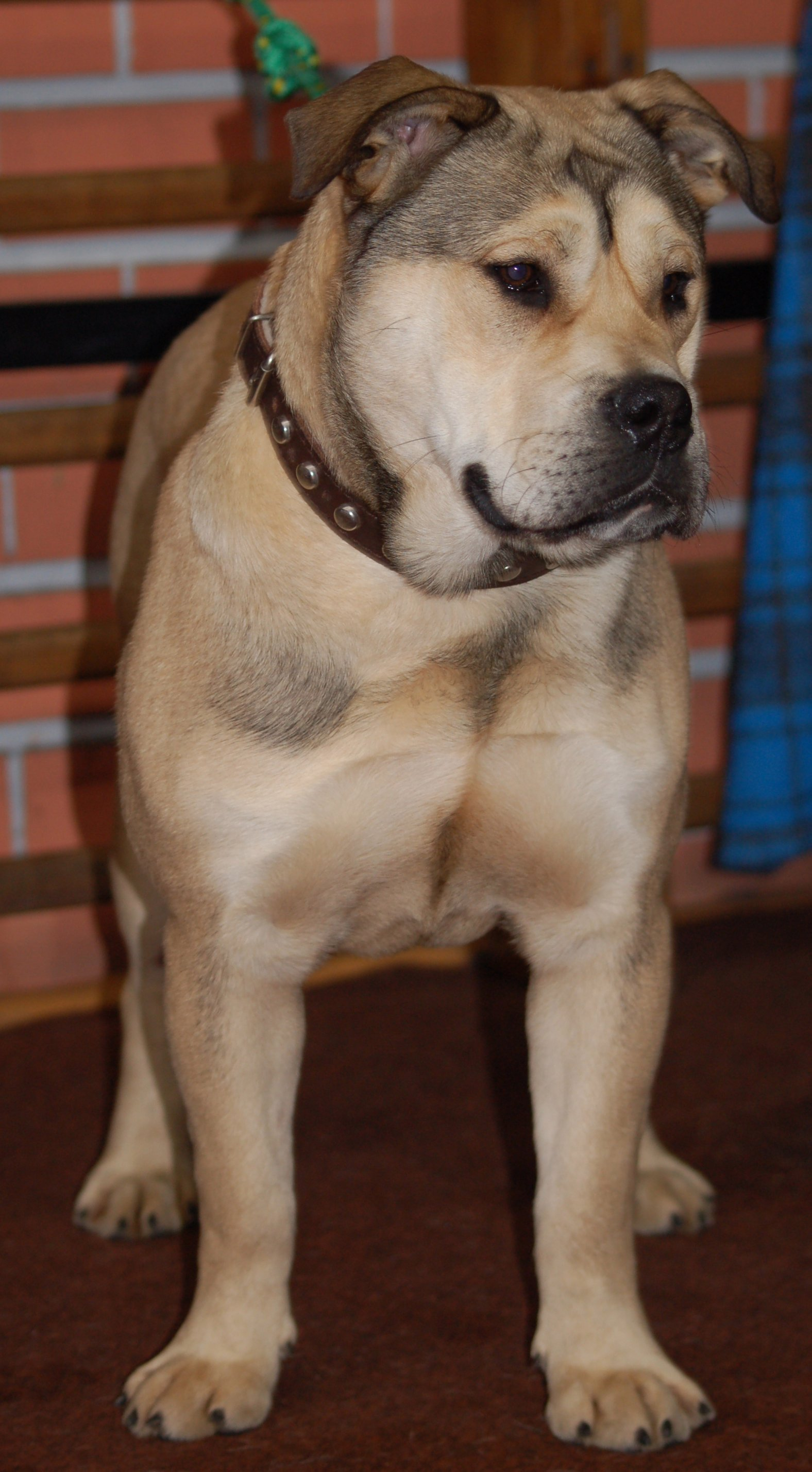
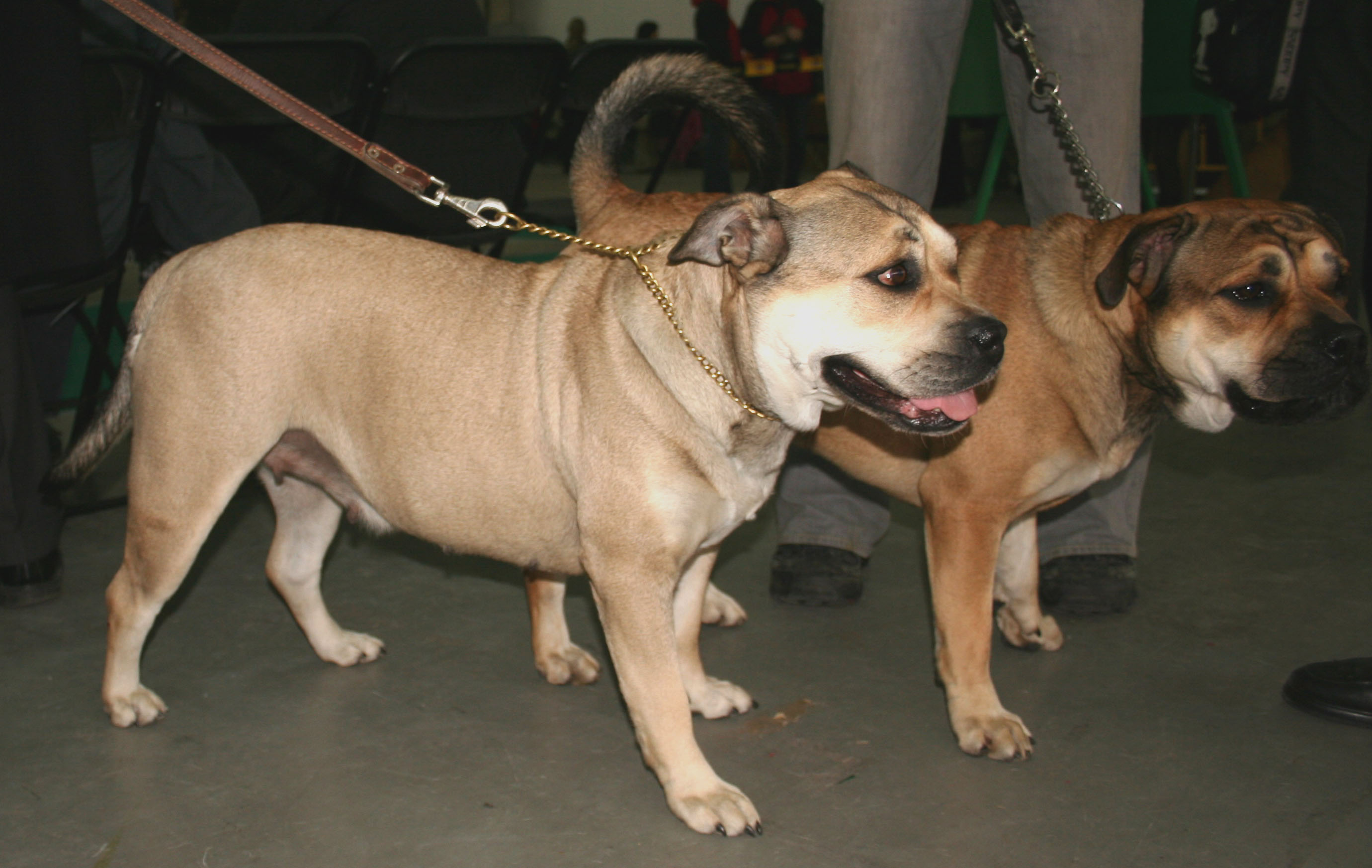